# Otto Crelinger (General)
Otto Karl Ludwig Crelinger (* 6. April 1850 in Stettin; † 20. November 1926 in Kassel) war ein preußischer Generalleutnant.

## Leben
Crelinger wurde im elterlichen Hause erzogen, erhielt Privatunterricht und legte am Marienstiftsgymnasium in seiner Heimatstadt das Abitur ab. Am 21. September 1867 trat er als Dreijährig-Freiwilliger mit Aussicht auf Beförderung in das Grenadier-Regiment „König Friedrich Wilhelm IV.“ (1. Pommersches) Nr. 2 der Preußischen Armee ein und avancierte bis Anfang Februar 1869 zum Sekondeleutnant. Im Krieg gegen Frankreich nahm Crelinger 1870/71 an der Schlacht bei Gravelotte, den Belagerungen von Metz und Paris sowie den Gefechten bei Dole, Salins, Parcey und Pontarlier teil.
Nach dem Friedensschluss und Rückverlegung in seine Garnison kam es am 22. Juni 1871 bei Zschortau zu einem schweren Eisenbahnunglück. Dabei kamen 19 Soldaten der 9. Kompanie ums Leben; 42 Unteroffiziere und Grenadiere wurde schwer verletzt. Crelinger erlitt einen Bruch des linken Unterschenkels mit Verletzungen der Weichteile und leichte Quetschungen des rechten Bein.
Er befand sich daraufhin bis zum 31. August 1871 im Lazarett in Leipzig und war drei Monate zum Ersatz-Bataillon des Colbergischen Grenadier-Regiments (2. Pommersches) Nr. 9 kommandiert. Anschließend diente er von Anfang Februar 1873 bis Ende September 1874 als Adjutant und untersuchungsführender Offizier beim I. Bataillon. Zur weiteren Ausbildung absolvierte Crelinger dann die Kriegsakademie in Berlin. Während dieses Kommandos zum Premierleutnant aufgestiegen, fungierte er von Mitte August 1877 bis Ende April 1878 als Regimentsadjutant und war anschließend bis Mitte Mai 1880 zur Dienstleistung beim Großen Generalstab kommandiert. Nach einer kurzzeitigen Verwendung im Truppendienst war er stellvertretender Adjutant der 5. Infanterie-Brigade, bevor er am 16. November 1880 unter Stellung à la suite seines Regiments als Adjutant der 16. Infanterie-Brigade kommandiert wurde. Unter Belassung in diesem Kommando erfolgte Ende Juli 1882 seine Versetzung in das 2. Nassauische Infanterie-Regiment Nr. 88 und Mitte September 1882 seine Beförderung zum überzähligen Hauptmann. Mit der Ernennung zum Kompaniechef im 5. Badischen Infanterie-Regiment Nr. 113 trat Crelinger am 13. März 1883 in den Truppendienst zurück. In dieser Stellung erhielt er die Erlaubnis zur Annahme des Ritterkreuzes II. Klasse des Ordens vom Zähringer Löwen mit Eichenlaub.
Mit einem Patent vom 13. September 1880 wurde Crelinger am 22. März 1889 in das 4. Magdeburgische Infanterie-Regiment Nr. 67 versetzt und Mitte November 1890 mit der Beförderung zum Major dem Regiment aggregiert. Nachdem er Mitte Mai des Folgejahres in den Verband einrangiert worden war, erfolgte am 29. März 1892 eine Verwendung als Bataillonskommandeur im Königs-Infanterie-Regiment Nr. 145 in Metz. Unter Beauftragung mit den Funktionen des etatmäßigen Stabsoffiziers wurde Crelinger am 16. Februar 1897 erneut in das 4. Magdeburgische Infanterie-Regiment Nr. 67 versetzt und Ende März mit der Beförderung zum Oberstleutnant zum etatmäßigen Stabsoffizier ernannt. Von 15. Juni 1899 bis zum 1. März 1903 war er als Oberst Kommandeur Infanterie-Regiments Nr. 130. Anschließend zunächst mit der Führung der 43. Infanterie-Brigade in Kassel beauftragt, avancierte Crelinger am 22. März 1903 zum Generalmajor und Kommandeur dieses Großverbandes. Als solcher erhielt er die Erlaubnis zur Annahme des Waldeckschen Verdienstkreuzes I. Klasse und wurde im September 1904 mit dem Roten Adlerorden II. Klasse mit Eichenlaub ausgezeichnet. In Genehmigung seines Abschiedsgesuches wurde Crelinger am 10. April 1906 unter Verleihung des Charakters als Generalleutnant mit der gesetzlichen Pension zur Disposition gestellt.
Anlässlich der großen Herbstübungen verlieh Wilhelm II. ihm im September 1907 den Stern zum Kronen-Orden II. Klasse.